# Jared Graves
Jared Graves, né le 16 décembre 1982 à Toowoomba dans le Queensland, est un coureur cycliste australien spécialiste du four-cross et de la descente en VTT, et du BMX. Il remporté le championnat du monde de four cross en 2009 à Canberra, et la coupe du monde de cette discipline la même année, en gagnant cinq des huit manches. Il a représenté l'Australie en BMX lors des Jeux olympiques de 2008 à Pékin. En 2010 et 2011, il remporte à nouveau la coupe du monde de four-cross. En 2013 il obtient une médaille de bronze aux championnats du monte de VTT de descente. En 2014 il remporte le classement général de la coupe du monde enduro (EWS). En juillet 2018 il subit un contrôle antidopage positif. En septembre 2018 après un malaise, il lui est détecté qu'il souffre d'une tumeur cancéreuse au cerveau, et est opéré. 

## Palmarès en VTT
| Année                                    | 2002 | 2003 | 2004 | 2005 | 2006 | 2007 | 2008 | 2009 | 2010 | 2011 | 2012 | 2013 | 2014 |
| Championnat du monde de 4-cross          |      |      |      | 2e   |      | 8e   | 4e   | 1er  | 2e   |      |      |      |      |
| Championnat du monde de descente         |      |      |      |      |      |      |      |      |      |      |      | 3e   |      |
| Coupe du monde de 4-cross                |      |      |      | 8e   | 2e   | 3e   | 6e   | 1er  | 1er  | 1er  |      |      |      |
| Coupe du monde d'enduro                  |      |      |      |      |      |      |      |      |      |      |      |      | 1er  |
| Championnat d'Australie de descente      | 3e   |      | 2e   | 3e   | 2e   | 1er  |      | 2e   |      |      |      | 2e   |      |
| Championnat d'Australie de cross-country |      |      |      |      |      |      |      |      |      |      |      |      | 1er  |

## Palmarès en BMX
- 2008
  -  Champion d'Australie de BMX
  - 6e aux Jeux olympiques
  - 7e des championnats du monde

## Distinctions
- VTTiste australien de l'année en 2009, 2010, 2011[3]
- Pilote de BMX australien de l'année en 2008[3]